# Флаг Таборинского района
Флаг Табори́нского муниципального района является официальным символом муниципального образования Таборинский муниципальный район Свердловской области Российской Федерации.
Флаг утверждён 21 июля 2008 года и внесён в Государственный геральдический регистр Российской Федерации с присвоением регистрационного номера 4429.

## Описание
«Прямоугольное белое полотнище с отношением ширины к длине 2:3, несущее вдоль нижнего края зелёную полосу в 1/4 полотнища. Посередине, частично — на фоне полосы, изображён глухарь, сидящий на княжеской шапке, а в крыже — часть белого диска с красными лучами.
Обратная сторона зеркально воспроизводит лицевую».

## Обоснование символики
Токующий глухарь служит символом природных богатств, нетронутости и чистоты лесов района.
Княжеская шапка — знак существования на территории современного района Таборинского княжества.
Солнечная «корона» символизирует собой природное изобилие района, а также оптимизм, жизнелюбие и активность жителей района.

## См. также

Флаги муниципальных образований Таборинского муниципального района
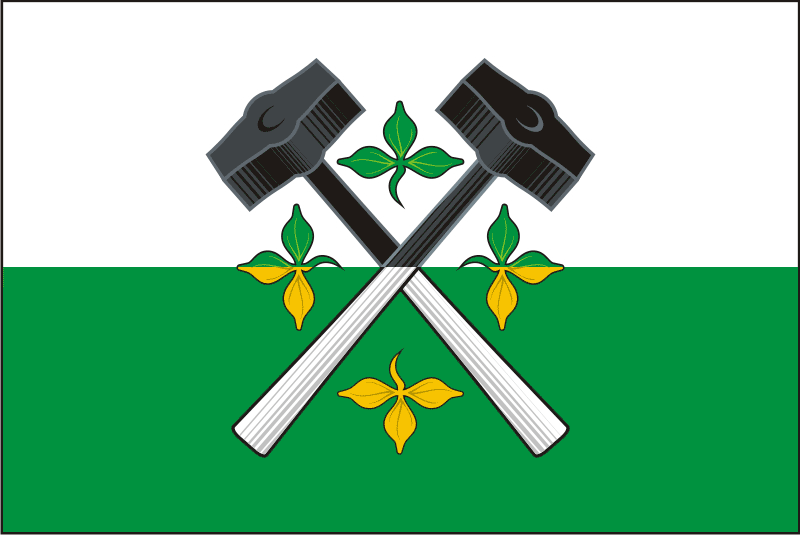
Кузнецовское сельское поселение